# Yodobada
Yodobada är en ort i Mexiko.   Den ligger i kommunen Villa Tejúpam de la Unión och delstaten Oaxaca, i den sydöstra delen av landet, 270 km sydost om huvudstaden Mexico City. Yodobada ligger 2 241 meter över havet och antalet invånare är 226.
Terrängen runt Yodobada är huvudsakligen lite kuperad. Yodobada ligger nere i en dal. Runt Yodobada är det ganska glesbefolkat, med 30 invånare per kvadratkilometer. Närmaste större samhälle är Tamazulapam Villa del Progreso, 15,6 km väster om Yodobada. Trakten runt Yodobada består i huvudsak av gräsmarker.